# Bershawn Jackson

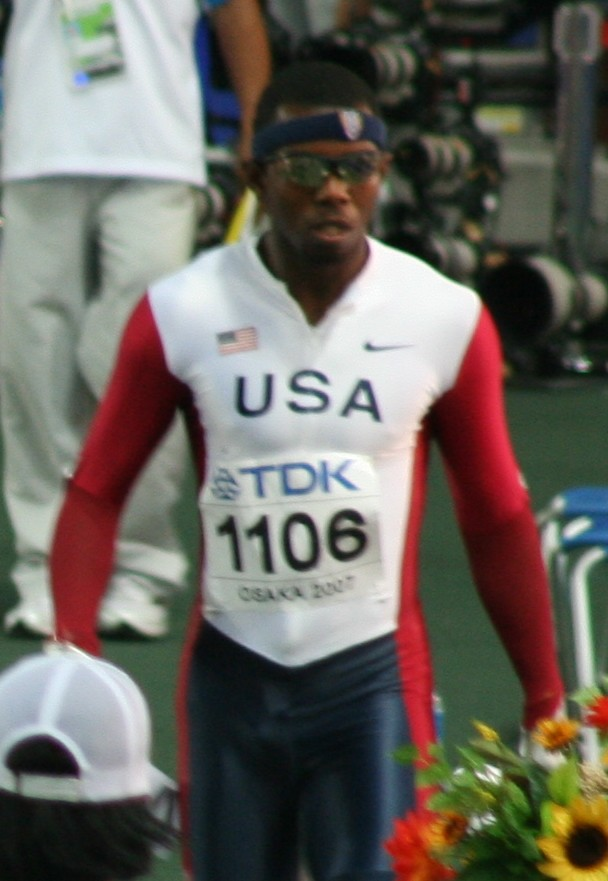
Bershawn Jackson podczas mistrzostw świata 2007

Bershawn Jackson (ur. 8 maja 1983 w Miami-Dade) – amerykański lekkoatleta, specjalizujący się w biegu na 400 m przez płotki, mistrz świata z Helsinek (2005), brązowy medalista Igrzysk Olimpijskich 2008 oraz Mistrzostw Świata 2009.

## Rekordy życiowe

### stadion
- Bieg na 400 m przez płotki - 47,30  (2005) 10. wynik w historii światowej lekkoatletyki
- bieg na 200 m przez płotki po prostej – 22,26 (2011)
- bieg na 200 m – 21,03 (2004)
- bieg na 400 m - 45,06  (2007)
- bieg na 800 m – 1:53,50 (2008)

### hala
- bieg na 60 m przez płotki - 7,94  (2002)
- bieg na 200 m - 21.29  (2002)
- bieg na 400 m - 45,41  (2010)
- bieg na 500 m – 1:00,70 (2015)
- bieg na 600 jardów – 1:10,34 (2008)
- bieg na 600 m – 1:18,65 (2006)
- bieg na 800 m - 1:54,80 (2012)

## Sukcesy
| Rok  | Zawody                      | Miasto    | Miejsce | Konkurencja        | Czas    |
| ---- | --------------------------- | --------- | ------- | ------------------ | ------- |
| 2002 | Mistrzostwa świata juniorów | Kingston  | 3.      | 400 m ppł          | 50,00 s |
| 2004 | Światowy Finał IAAF         | Monako    | 1.      | 400 m ppł          | 47,86 s |
| 2005 | Mistrzostwa świata          | Helsinki  | 1.      | 400 m ppł          | 47,30 s |
| 2005 | Światowy Finał IAAF         | Monako    | 1.      | 400 m ppł          | 48,05 s |
| 2006 | Światowy Finał IAAF         | Stuttgart | 3.      | 400 m ppł          | 48,24 s |
| 2008 | Igrzyska olimpijskie        | Pekin     | 3.      | 400 m ppł          | 48,06 s |
| 2009 | Mistrzostwa świata          | Berlin    | 3.      | 400 m ppł          | 48,23 s |
| 2010 | Halowe mistrzostwa świata   | Doha      | 6.      | 400 m              | 46,84 s |
| 2010 | Halowe mistrzostwa świata   | Doha      | 1       | 4 x 400 m          | 3:03,40 |
| 2010 | Puchar interkontynentalny   | Split     | 3       | 400 m przez płotki | 48,62 s |

Zwycięzca łącznej punktacji Diamentowej Ligi 2010 w biegu na 400 metrów przez płotki.